# 錫維爾港 (新澤西州)
錫維爾港（英語：Seaville Harbor）是位於美國新澤西州大西洋縣的非建制地區。

## 地理
錫維爾港所處的海拔為高於海平面1米（即3英呎），而該地所採用的時區為UTC-5，即北美东部时区（EST）。同時該地設有夏令時間，為UTC-5調快一小時，即UTC-4（EDT）。